# دیودوت
دیودوتس یکم یا دیودوت یکم والی یونانی باختر (باکتریا) بود که در زمان آنتیوخوس دوم شورش کرد و از دولت سلوکی جدا شد و دولت مستقل باختر را تشکیل داد.
او در زمان پادشاهی تیرداد یکم دومین شاه اشکانی با او برای مقابله با سلوکوس دوم پادشاه سلوکی هم‌پیمان شد.
دولت باختر سرانجام به تصرف اشکانیان درآمد.
در سال ۲۶۱ پیش از میلاد سرزمین باختر توسط دیودوت یکم از حکومت سلوکی اعلام استقلال می‌کند. وی نخستین شاه دولت یونانی بلخ بود.